# Thermokline

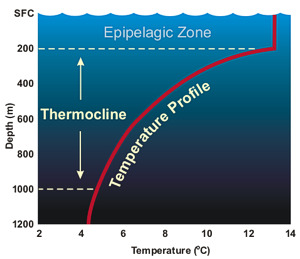
Thermokline bezeichnet in der ursprünglichen Definition den Bereich des größten Temperaturgradienten (Temperatursprungs), hier als die Tiefe zwischen 200 und 1000 m festgelegt.

Als Thermokline (von altgriechisch θερμός thermos „warm“ und κλίνειν klinein „neigen“) bezeichnet man den Übergang von Wasserschichten unterschiedlicher Temperatur. Detailliertere Messungen zeigten, dass vergleichsweise homogene Wasserschichten an der Sprungschicht oft in scharfen Temperatursprüngen von relativ geringer Dicke aneinandergrenzen.

## Definition
Die ursprüngliche Definition in der Limnologie setzte als Thermokline den Tiefenbereich mit dem maximalen Temperaturgradienten in einem vermeintlich kontinuierlichen Übergangsbereich der Temperaturen in der Sprungschicht eines Sees oder Meeres an (siehe Abbildung rechts).
Die Ausbildung von Thermoklinen wird verursacht durch die temperaturbedingten Dichteunterschiede der Wasserschichten. Dichteunterschiede können aber auch durch unterschiedliche Gehalte an gelösten Feststoffen verursacht werden. Allgemein spricht man deshalb von Pyknoklinen, im Fall von Sprüngen im Lösungsgehalt von Chemoklinen oder, bei Salzen, von Haloklinen.
An Chemoklinen kann es dazu kommen, dass wärmere, aber dennoch dichtere Wasserschichten unter kälteren zu liegen kommen. Dies ist meist in meromiktischen Seen der Fall und kommt gelegentlich auch im Meer bei hoch salzhaltigen Heißwasseraustritten vor.

## Vorkommen

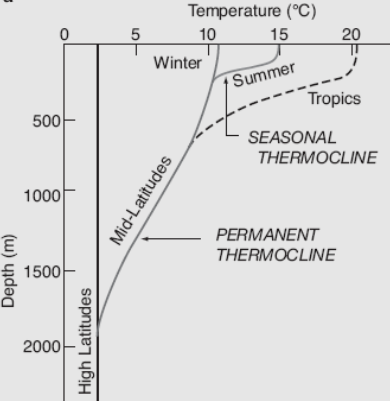
Die Thermokline in den Meeren

Thermoklinen sind Bestandteil der Temperaturschichtung von Seen und Meeren. Ihre Lage und Ausprägung variiert jahreszeitlich. Bedingt durch die Dichteanomalie des Wassers liegen in Seen den Sommer über wärmere Wasserschichten über kälteren mit einer Minimaltemperatur von 3,98 °C. Im Winter liegen Wasserschichten mit geringeren Temperaturen obenauf, die Thermokline liegt dann weniger tief, oft dicht unter der Wasseroberfläche bzw. dem Eis. In Seen beträgt die Dicke der Thermokline oft wenige Zentimeter; in ihnen kann ein System von Thermoklinen existieren, das die Geschichte von unterschiedlich tief reichenden Durchmischungsereignissen im See widerspiegelt.
In den Weltmeeren ändert sich die Thermokline nicht nur jahreszeitlich, sondern auch mit dem Breitengrad. Am Äquator beginnt sie ab 100 m Tiefe, ihr Maximum liegt bei etwa 400 m und ist das ganze Jahr über deutlich ausgeprägt. In den Subtropen erreicht sie 500–1000 m, steigt dann polwärts wieder an. In gemäßigten Breiten weist sie einen ausgeprägten Jahresgang auf. In hohen Breiten erreicht sie die Meeresoberfläche, weiter nördlich erstreckt sich die Kaltwassersphäre über die ganze Wassersäule. Weil hier keine ausgeprägt stabile Temperaturschichtung vorhanden ist, kann abgekühltes, salzhaltigeres dichtes Wasser hier in die Tiefe absinken und so einen Teil der ozeanischen Zirkulation bilden. Die thermische Grenze, wo die Thermokline die Meeresoberfläche erreicht, wird Polarfront genannt.

## Sonstiges
An Thermoklinen können sich Schallanomalien ergeben, die von U-Booten zur Tarnung ausgenutzt werden. Sonar kann diese Schicht zwar durchdringen, liefert aber keine genauen Ergebnisse.
Das Wehrforschungsschiff Planet misst auf seinen Fahrten Salzgehalt, Dichte, Strömungen und andere hydrographische Parameter, die die Thermokline beeinflussen.
Im Roman Red storm rising von Tom Clancy nutzt ein U-Boot eine Thermokline.
Im Film Meg entdeckt ein Forscherteam unter einer Thermokline in Rekordtiefe einen zuvor unbekannten, unberührten Tiefseegraben mit prähistorischer Fauna, insbesondere den namensgebenden urzeitlichen Riesenhai Megalodon.